# Nathejre
Nathejren (Nycticorax nycticorax) er en lille hejre, der er udbredt over store dele af verden. Foruden Europa findes den i dele af Asien og Afrika samt i Nord-, Mellem- og Sydamerika. Fuglen er især aktiv ved skumring og daggry, deraf navnet. Om dagen sover den flokvis i træer.

## Beskrivelse
Nathejren er 61 cm lang og vejer 550 g. Halsen er kort. Som voksen er den gråhvid med sortblå ryg og isse. Næbbet er sort og benene gule. I yngletiden har nathejren lange hvide nakkefjer.
Ungfuglene er mørkebrune med lyse pletter på ryg og vingedækfjer, undersiden er hvidlig med mørke striber.

## Føde
Dens føde består af småfisk, padder, haletudser, vandinsekter, igler og småpattedyr.

## Nathejren i kulturen
Nathejren optræder i Inger Christensens digt "Juninatten" i digtsamlingen Alfabet.